# Альфонсо де Портаґо
Альфо́нсо де Порта́ґо (ісп. Alfonso de Portago), повне ім'я з титулом — Альфо́нсо Анто́ніо Вісе́нте Едуа́рдо А́нхель Блас Франсіско де Бо́рха Кабе́са де Ва́ка і Ле́йтон, 11-й маркіз Портаґо, 13-й граф де ла Мехорада, гранд Іспанії, ісп. Alfonso Antonio Vicente Eduardo Angel Blas Francisco de Borja Cabeza de Vaca y Leighton, XI marqués de Portago, XIII conde de la Mejorada, Grande de España; 11  жовтня 1928, Лондон — 12 травня 1957, Гуїдіццоло, Ломбардія) — іспанський аристократ, автогонщик, пілот «Формули-1». Перший іспанець — володар подіуму у «Формулі-1» (Гран-прі Великої Британії, 1956), однак здобуто це досягнення було у парі з Пітером Коллінзом. Бронзовий призер чемпіонату світу з бобслею 1957 року.

## Життєпис
Альфонсо де Портаґо народився 11 жовтня 1928 року у Лондоні в аристократичній сім'ї. Альфонсо був різностороннім спортсменом: він був чемпіоном Франції з кінного спорту серед аматорів, професійним плавцем. У 1953 році де Портаґо дебютував в автоспорті. У 1954 році він здобув 2 місце у перегонах «1000 кілометрів Буенос-Айреса» за кермом «Ferrari». Його партнером був Гаррі Шелл. У тому ж році де Портаґо виграв гонку в Меці за кермом «Maserati» і дебютував у Ле-Мані.
У 1955 році Альфонсо де Портаґо став пілотом заводської команди Scuderia Ferrari. Він виступав поза заліком у перегонах «Формули-1» і добився успіху у перегонах спортивних автомобілів: де Портаґо посів друге місце у Гран-прі Венесуели і виграв Кубок губернатора Нассау. У 1956 році відбувся дебют Альфонсо в офіційних перегонах «Формули-1» на Гран-прі Франції. На Гран-прі Великої Британії де Портаґо посів друге місце разом з Пітером Коллінзом. За підсумками сезону 1956 року «Формули-1» Альфонсо де Портаґо класифікувався 15-тим.
Крім того, Альфонсо де Портаґо був лідером збірної команди Іспанії з бобслею на Олімпійських іграх 1956 року. У змаганнях двійок де Портаґо разом із розганяючим Вісенте Сарториусом-і-Кабеса-де-Васа, 4-м маркізом де Маріньо, несподівано посів 4-е місце. Якщо два італійських екіпажі зайняли перші два місця зі значним відривом, то від третього місця, що дісталось швейцарцям, іспанців за підсумками 4-х заїздів відділяли всього 0,14 секунди. У змаганнях четвірок на Олімпіаді де Портаґо зі своїм екіпажем посів лише 9-е місце (понад 7 секунд програшу бронзовим призерам).

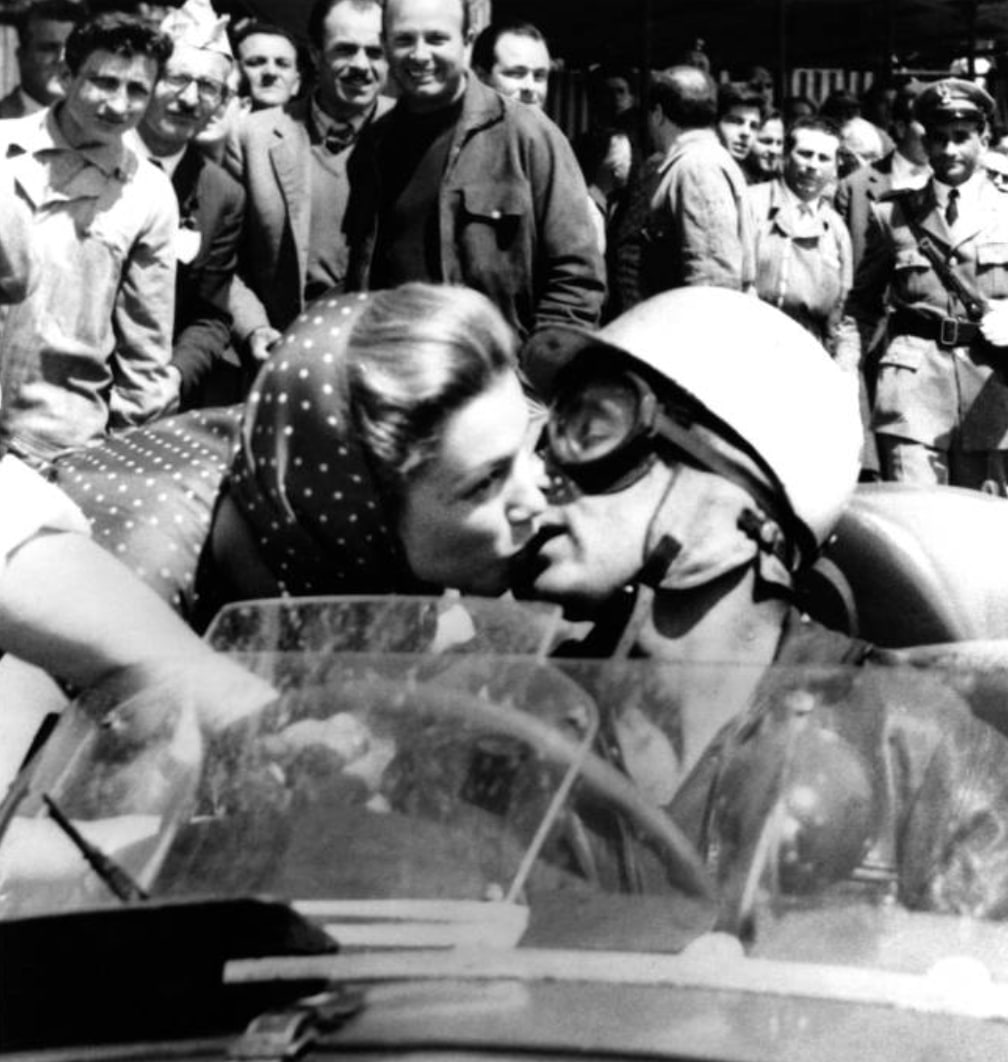
«Поцілунок смерті» 12 травня 1957 року

Альфонсо де Портаґо виборов 5-е місце у Гран-прі Аргентини 1957 року, взявши автомобіль Хосе-Фройлана Гонсалеса. Також у 1957 році де Портаґо виграв перегони спортивних автомобілів в Монлері, посів третє місце у перегонах «1000 кілометрів Буенос-Айреса» і на Гран-прі Куби. В лютому 1957 року на чемпіонаті світу з бобслею завоював бронзову медаль у змаганнях двійок, єдину в бобслейному чемпіонаті світу для Іспанії.
Альфонсо де Портаґо і його штурман Едмунд Нельсон загинули 12 травня 1957 року під час перегонів Mille Miglia на ділянці дороги між Гоїто та Гуїдіццоло приблизно за 70 км від Брешії. За 120 кілометрів до фінішу у його автомобіля «Ferrari 335 S» тріснуло колесо, в результаті чого він, втративши контроль над автомобілем, на швидкості 240 км/год врізався у натовп, що вишикувався уздовж шосе. В аварії також загинули дев'ять глядачів, серед яких було п'ятеро дітей. Тіло Портаґо було разірване на дві частини.
Через декілька днів після аварії в італійських газетах була опублікована світлина, що отримала назву «Поцілунок смерті». На ній була зображена акторка Лінда Крістіан у сукні і хустці в горошок, нахилена для поцілунку з Альфонсо де Портаго під час короткої зупинки у Кавріані незадовго до автокатастрофи.
У 2023 році бразильський актор Габрієль Леоне зіграв роль Портаґо в біографічній спортивній драмі режисера Майкла Манна «Феррарі».

## Особисте життя
У 1949 році Портаґо одружився з колишньою американською моделлю Керролл Макденіел, вона народила дочку Андреа і сина Ентоні. Влітку 1954 року у нього почався роман з одруженою американською супермоделлю Доріан Лі, на 11 років старшою від нього. У 1955 році вона народила сина Кіма Бласа Паркера. Весною 1957 року, незадовго до своєї загибелі, Альфонсо де Портаґо мав роман з мексиканською акторкою Ліндою Крістіан.

## Виступи в автоспорті

### «Формула-1»
| Приклад                  | Опис                                                              |
| ------------------------ | ----------------------------------------------------------------- |
| 1                        | Переможець                                                        |
| 2                        | Друге місце                                                       |
| 3                        | Третє місце                                                       |
| 5                        | Фінішував у очковій зоні                                          |
| 12                       | Фінішував поза очковою зоною                                      |
| НКЛ                      | Фінішував, але не класифікований                                  |
| Схід                     | Не фінішував і не класифікований                                  |
| НКВ                      | Не кваліфікований                                                 |
| НПКВ                     | Не передкваліфікований                                            |
| ДСК                      | Дискваліфікований                                                 |
| тест                     | Тестер по п'ятницях                                               |
| НС                       | Брав участь у Гран-прі як бойовий пілот, але не стартував у гонці |
| Т                        | Травмований чи хворий                                             |
| Викл                     | Виключений із протоколу                                           |
| Від                      | Відмова від участі                                                |
| НТР                      | Не брав участі в тренуваннях                                      |
| НПР                      | Не прибув на Гран-прі                                             |
| С                        | Гонка скасована                                                   |
|                          | Не брав участі                                                    |
| Жирний шрифт             | Поул-позиція                                                      |
| Курсив                   | Найшвидше коло                                                    |
| Числоу верхньому індексі | Позиція в спринті, що передбачає нарахування очок                 |

| Рік  | Команда          | Шасі         | Двигун     | 1     | 2   | 3   | 4   | 5        | 6        | 7        | 8        | Місце | Очки |
| ---- | ---------------- | ------------ | ---------- | ----- | --- | --- | --- | -------- | -------- | -------- | -------- | ----- | ---- |
| 1956 | Scuderia Ferrari | Ferrari D50  | Ferrari V8 | АРГ   | МОН | 500 | БЕЛ | ФРА Схід | ВЕЛ 2/10 | НІМ Схід | ІТА Схід | 15    | 3    |
| 1957 | Scuderia Ferrari | Ferrari D50A | Ferrari V8 | АРГ 5 | МОН | 500 | ФРА | ВЕЛ      | НІМ      | ПЕС      | ІТА      | 20    | 1    |

### «24 години Ле-Мана»
| Рік  | Клас  | №  | Команда                   | Напарник         | Машина         | Кола | АП   | КП   |
| ---- | ----- | -- | ------------------------- | ---------------- | -------------- | ---- | ---- | ---- |
| 1954 | S 2.0 | 28 | Officine Alfieri Maserati | Карло Томазі     | Maserati A6GCS | 116  | Схід | Схід |
| 1956 | S 2.0 | 11 | Scuderia Ferrari          | Данкан Гамільтон | Ferrari 625 LM | 2    | Схід | Схід |